# Jeovane Oliveira
Pour les articles homonymes, voir Oliveira.
Jeovane Junior Oliveira (né le 11 mars 1977) est un coureur cycliste brésilien.

## Biographie
En 2007, Jeovane Oliveira remporte une étape du Tour de Mendoza et termine troisième d'une étape du Tour de l'État de Sao Paulo. Trois ans plus tard, il se classe dixième du Tour de Gravataí.
En 2014, il se classe dixième du Tour du Rio Grande do Sul. L'année suivante, il est meilleur grimpeur du Tour du Paraná,. Lors des Championnats du Brésil sur route, il passe proche de l'exploit en prenant la deuxième place, devancé au sprint par son compatriote Everson Camilo.
Il commence la saison 2018 au Tour de San Juan, sous les couleurs de la sélection nationale brésilienne. Lors de la deuxième étape, il participe à une échappée avec quatre autres coureurs. Ils sont finalement repris à un peu plus de 15 kilomètres de l'arrivée.

## Palmarès
- 2007
  - 9e étape du Tour de Mendoza
- 2015
  - 2e du championnat du Brésil sur route
- 2019
  - Copa Cidade Canção

## Classements mondiaux
| Année            | 2005 | 2006 | 2007 | 2008 | 2009 | 2010 | 2011 | 2012 | 2013 | 2014 | 2015 | 2016 |
| ---------------- | ---- | ---- | ---- | ---- | ---- | ---- | ---- | ---- | ---- | ---- | ---- | ---- |
| UCI America Tour | 366e |      | 376e |      |      | 351e |      |      |      |      | 108e | 605e |